# Лукьянов, Фёдор Александрович
Фёдор Алекса́ндрович Лукья́нов (род. 1 февраля 1967, Москва, РСФСР, СССР) — российский журналист-международник, политолог, главный редактор журнала «Россия в глобальной политике», председатель президиума неправительственной организации «Совет по внешней и оборонной политике», член президиума некоммерческой организации «Российский совет по международным делам», Директор по научной работе Фонда развития и поддержки Международного дискуссионного клуба «Валдай», профессор-исследователь НИУ ВШЭ, автор и ведущий программы «Международное обозрение». Один из авторов «Большой Российской энциклопедии».

## Биография
Внебрачный сын актёра Александра Ширвиндта, мать — актриса Марина Александровна Лукьянова (род. 1931).
Окончил филологический факультет Московского государственного университета в 1991 году по специальности филолог-германист, переводчик, преподаватель немецкого языка. Владеет немецким, шведским и английским языками.
В 1985—1987 гг. прошёл срочную службу (был призван из вуза; студенты в те годы, за редким исключением, не имели отсрочки).
С 1990 по 1993 гг. работал в редакции вещания на Северную Европу радиостанции «Голос России» — Международного московского радио, начал работу с должности корреспондента, закончил старшим редактором. В 1993—1994 гг. в качестве сотрудника американской компании Sawyer Miller Group (ныне — Weber Shandwick) участвовал в совместном с Госкомимуществом России проекте по поддержке приватизации в России.
С 1994 по 1997 работал в международном отделе газеты «Сегодня». С 1998 — участововал в создании «Время МН». Был заместителем главного редактора газеты «Время новостей». В 2002 году возглавил журнал «Россия в глобальной политике».
В те же годы работал консультантом и нештатным специальным корреспондентом на российских телеканалах — Первом и ТВЦ.
С декабря 2012 года — председатель президиума Совета по внешней и оборонной политике.
С 2015 года начал работать в НИУ ВШЭ в качестве профессора-исследователя на факультете мировой экономики и мировой политики.
С 25 декабря 2020 года — автор и ведущий программы «Международное обозрение» на телеканале «Россия-24» (заменил Евгения Примакова в его последнем выпуске), в которой прежде периодически появлялся в качестве эксперта.
Колумнист изданий «Взгляд», «Российская газета», «Коммерсантъ» и «Профиль»; в прошлом — Lenta.ru, «Газета.ру», «Огонек», «Ведомости» и «ИноСМИ.ру».

## Санкции
В октябре 2022 года, на фоне военного вторжения России на Украину, Международная рабочая группа по вопросам санкций Ермака — Макфола включила Лукьянова в список пропагандистов и идеологов войны, которые «создают лживые нарративы в соответствии с политикой Кремля», с предложением введения против него санкций. 7 января 2023 года Лукьянов внесён в санкционный список Украины, так как он «активно популяризирует нарративы российской власти об искусственном происхождении украинского государства и сознательном игнорировании субъектности Украины».
22 сентября 2023 года Лукьянов включён в санкционный список Канады «соратников российского режима и агентов дезинформации» против причастных к депортации украинских детей в Россию и «созданию и распространению дезинформации и пропаганды, финансируемой Кремлём».

## Семья
Женат, есть сын.

## Награды
- 2011 — Премия Правительства Российской Федерации за вклад в международную журналистику.
- 2014 — Лауреат премии «Общественная мысль»
- 2014 — Финалист премии «Политпросвет»
- 2025 — Медаль ордена «За заслуги перед Отечеством» I степени (21 июля 2025 года) — за активное участие в подготовке и проведении общественно значимых мероприятий[14]

## Публикации
- Примаков, Евгений Максимович : [арх. 5 ноября 2016] / Лукьянов Ф. А. // Полупроводники — Пустыня [Электронный ресурс]. — 2015. — С. 492. — (Большая российская энциклопедия : [в 35 т.] / гл. ред. Ю. С. Осипов ; 2004—2017, т. 27). — ISBN 978-5-85270-364-4.
- Путин, Владимир Владимирович : [арх. 9 мая 2019] / С. Л. Кравец (мировоззренческие основы государственной политики, внутренняя политика), Ф. А. Лукьянов (внешнеполитическая концепция, внешняя политика), В. А. Мау (экономика), Е. Э. Чуковская (законодательство, вопросы культуры) // Пустырник — Румчерод. — М. : Большая российская энциклопедия, 2015. — С. 8—29. — (Большая российская энциклопедия : [в 35 т.] / гл. ред. Ю. С. Осипов ; 2004—2017, т. 28). — ISBN 978-5-85270-365-1.
- Миллер А. И., Лукьянов Ф. А. Отстранённость вместо конфронтации: постевропейская Россия в поисках самодостаточности // Россия в глобальной политике. — 2016. — Т. 14. — № 6. — С. 8—27.
- Миллер А. И., Лукьянов Ф. А. Сдержанность вместо напористости // Россия в глобальной политике. — 2017. — Т. 15. — № 4. — С. 104—122.